# False awakening
False awakening (hay thức tỉnh giả, thức tỉnh sai, thức tỉnh nhầm) là một trạng thái mà người đang nằm mơ hiểu lầm là mình đã thức dậy, trong khi thực tế là họ vẫn đang chìm trong giấc ngủ. Trong trạng thái thức tỉnh giả, đối tượng thường mơ thấy mình đang làm các công việc hàng ngày vào buổi sáng như tắm vòi hoa sen, nấu ăn, dọn dẹp, ăn uống và đi vệ sinh. Một ví dụ điển hình cho trường hợp thức tỉnh nhầm đến hai lần đến từ nhân vật chính trong truyện ngắn Chân dung của nhà văn Nikolai Gogol.

## Khái niệm liên quan

### Sự tỉnh táo
Thức tỉnh giả có thể xảy ra sau một giấc mơ hoặc theo sau giấc mơ sáng suốt (giấc mơ mà người mơ nhận thức được mình đang mơ). Ở trường hợp đặc biệt, nếu theo sau thức tỉnh giả là một giấc mơ sáng suốt thì sự thức tỉnh giả này sẽ trở thành "tiền giấc mơ sáng suốt", nghĩa là trong đó, người mơ có thể tự hỏi liệu mình có đang thực sự tỉnh hay không, để từ đó đi đến kết luận đúng hoặc không đúng. Trong một nghiên cứu của nhà tâm lý học Deirdre Barrett thuộc Đại học Harvard, 2000 giấc mơ của 200 đối tượng đã được kiểm tra và phát hiện ra rằng sự thức tỉnh giả và sự tỉnh táo thường xuất hiện trong cùng một giấc mơ hoặc trong những giấc mơ khác nhau của cùng một đêm. Sự thức tỉnh giả thường đi trước sự tỉnh táo như một tín hiệu, nhưng nó cũng có thể theo sau khi nhận thức rõ sự tỉnh táo.

### Vòng lặp
Vòng lặp thức tỉnh sai là hiện tượng mà đối tượng mơ thấy mình thức dậy liên tục, lặp đi lặp lại, thậm chí lên đến 10 lần hoặc hơn mà không biết khi nào mới tỉnh dậy thật. Đôi khi cá nhân có thể thực hiện hành động này một cách vô tình. Bộ phim A Nightmare on Elm Street đã giới thiệu hiện tượng này đến văn hóa đại chúng.

## Triệu chứng

### Chủ nghĩa hiện thực và chủ nghĩa phi hiện thực
Trong trạng thái thức tỉnh giả, một số khía cạnh của cuộc sống trong đó có thể bị kịch tính hóa hoặc xuất hiện không đúng nơi, đúng chỗ. Có thể nhận biết sự thức tỉnh giả thông qua các chi tiết như tác phẩm vẽ bậy lên tường, không thể nói chuyện hoặc cảm thấy khó đọc (theo như báo cáo thì rất khó để đọc trong giấc mơ sáng suốt hoặc không thể nào đọc). Ngoài ra còn có một số trải nghiệm khác như giác quan được tăng cường hoặc biến đổi.

### Sự lặp lại
Vì tâm trí vẫn còn mơ màng sau một lần thức tỉnh giả nên sự thức tỉnh giả có thể xảy ra nhiều hơn một lần trong một giấc mơ đơn lẻ. Đối tượng có thể mơ thấy mình thức dậy, ăn sáng, đánh răng, v.v; sau đó đột nhiên tỉnh trên giường (vẫn đang nằm mơ) một lần nữa, bắt đầu thói quen buổi sáng một lần nữa, thức dậy lần nữa, và cứ như vậy. Nhà triết học Bertrand Russell tuyên bố rằng ông đã thức tỉnh giả "khoảng một trăm" lần liên tiếp khi bị gây mê toàn thân.

## Các loại thức tỉnh giả
Celia Green đề xuất nên phân thức tỉnh giả thành 2 loại:

### Loại 1
Loại 1 là loại thường gặp, trong đó người mơ thức dậy nhưng không nhất thiết phải ở trong môi trường có tính thực tế, tức là không phải ở trong phòng ngủ của chính họ. Một giấc mơ sáng suốt có thể nảy sinh từ đó. Thường gặp hơn, những người mơ sẽ tin rằng họ đã thức tỉnh, sau đó sẽ thức dậy có vẻ thật trên giường của họ hoặc "quay lại ngủ" trong giấc mơ.
"Đi làm trễ" là kịch bản thường gặp trong thức tỉnh giả. Một người có thể thức dậy trong một căn phòng điển hình, mọi vật trong đó dường như bình thường, sau đó nhận ra mình ngủ quên và quá giờ bắt đầu làm việc hoặc đi học. Nếu trong giấc mơ đó có đồng hồ thì nó sẽ hiện giờ để chứng minh. Kết quả là người mơ thường hoảng sợ đến mức có thể tỉnh dậy (giống như một cơn ác mộng).
Một ví dụ phổ biến khác của loại 1 là thức tỉnh giả dẫn đến đái dầm. Trong trường hợp này, người mơ đã thức tỉnh giả và trong khi ở trong giấc mơ, họ đã thực hiện các hành vi theo lệ thường trước khi đi tiểu như ngồi dậy khỏi giường, đi vào nhà vệ sinh, và ngồi xuống bồn cầu hoặc đi đến bồn tiểu. Sau đó, người mơ có thể đi tiểu rồi đột nhiên tỉnh dậy và thấy đũng quần bị ướt.

### Loại 2
Loại 2 dường như ít gặp hơn. Theo như mô tả của Green thì:
Đối tượng dường như thức dậy với cảm giác như thật nhưng trong một bầu không khí hồi hộp.[...] Môi trường xung quanh người đang mơ lúc đầu có thể trông thật bình thường, nhưng dần dần họ cảm thấy có điều gì đó không đúng trong bầu không khí, những âm thanh và chuyển động [bất thường] không ai muốn, hoặc họ có thể "thức tỉnh" ngay lập tức với bầu không khí "căng thẳng" và "bão tố". Trong cả 2 trường hợp, kết quả cuối cùng có thể là cảm giác hồi hộp, phấn khích hoặc lo sợ.

Charles McCreery đã kéo sự chú ý đến sự tương đồng trong mô tả của Green với mô tả của nhà tâm thần học người Đức Karl Jaspers (1923) về cái gọi là "trải nghiệm ảo tưởng sơ cấp". Jaspers viết rằng:
Bệnh nhân thường cảm thấy có gì đó không bình thường và điều đáng ngờ đang chờ ở phía trước. Mọi thứ đều mang một "ý nghĩa mới". Môi trường vì một lý do nào đó mà có sự đổi khác—không đến mức tởm lợm—bản thân tri giác không hề có sự thay đổi nhưng xung quanh vẫn có một sự thay đổi bao trùm lên mọi thứ một sự nhẹ nhàng tinh tế, lan tỏa và không chắc chắn một cách kỳ lạ [...] Dường như có một thứ gì đó trong bầu không khí mà bệnh nhân không thể nào lý giải nổi, một sự ngờ vực, khó chịu, căng thẳng kỳ lạ chiếm lấy anh ta.

McCreery cho rằng sự tương đồng trong 2 mô tả này không phải là sự trùng hợp ngẫu nhiên mà là kết quả của ý tưởng cho rằng cả 2 hiện tượng này, tức thức tỉnh giả loại 2 và trải nghiệm ảo tưởng sơ cấp, đều là hiện tượng giấc ngủ. Ông đề xuất rằng trải nghiệm ảo tưởng sơ cấp cũng giống như hiện tượng rối loạn tâm thần khác bao gồm ảo giác, ảo tưởng thứ cấp hoặc ảo tưởng cụ thể. Chúng đều thể hiện sự xâm nhập vào ý thức đang tỉnh của quá trình liên quan đến giai đoạn 1 của giấc ngủ. Có ý kiến cho rằng lý do của sự xâm nhập này là do đối tượng bị nhiễu tâm đang trong trạng thái hưng phấn tột độ, một trạng thái mà có thể dẫn đến cái mà Ian Oswald gọi là "giấc ngủ vi mô" khi mà vẫn còn tỉnh giấc.